# Geolycosa minor
Geolycosa minor este o specie de păianjeni din genul Geolycosa, familia Lycosidae. A fost descrisă pentru prima dată de Simon, 1910.
Este endemică în Bioko. Conform Catalogue of Life specia Geolycosa minor nu are subspecii cunoscute.